# Histoire navale du Japon
L'histoire navale du Japon remonte aux premières interactions avec les États du continent asiatique dans les premiers siècles du Ier millénaire, atteignant un pic pré-moderne d'activité au cours du XVIe siècle, du temps du rapprochement culturel avec les puissances européennes et de l'important commerce avec le continent asiatique. Après plus de deux siècles de politique d’isolement sous le shogunat Tokugawa, les techniques navales du Japon s'avèrent ne pas être à la hauteur des marines occidentales lorsque le pays est contraint d'abandonner ses pratiques de restrictions maritimes par l'intervention américaine de 1854. Ceci et d'autres événements conduisent à la restauration de Meiji, période de modernisation et d'industrialisation effrénée accompagnée par le retour au premier plan de l'empereur, permettant à la marine impériale japonaise de devenir la troisième marine du monde en 1920, et sans doute la plus moderne au seuil de la Seconde Guerre mondiale.
L'histoire des succès de la marine impériale japonaise, parfois contre de beaucoup plus puissants adversaires comme lors de la première guerre sino-japonaise et de la guerre russo-japonaise de 1904/1905, prend fin avec son anéantissement presque complet en 1945 contre l'United States Navy et sa dissolution officielle à la fin du conflit. L'actuelle marine militaire du Japon est la force maritime d'autodéfense japonaise insérée dans les forces japonaises d'autodéfense. Elle reste l'une des meilleurs marines dans le monde en termes de budget mais est interdite de tout rôle offensif par la constitution du Japon et l'opinion publique.

## Préhistoire
Le Japon semble avoir été relié à la masse asiatique au cours du dernier âge de glace jusqu'à environ 20 000 ans avant notre ère, à la fois en raison de la glaciation de l'eau de mer et de la réduction concomitante du niveau de la mer d'environ 80 à 100 mètres. Cela a permis la transmission de la faune et de la flore, y compris l'établissement de la culture Jōmon. Après cette période, cependant, le Japon devient un territoire insulaire isolé, dépendant entièrement de l'activité navale intermittente de ses interactions avec le continent. La voie maritime la plus courte vers le continent (en plus de l'inhospitalière voie du nord de Hokkaidō à Sakhaline) comprend alors deux étendues d'eau d'environ 50 kilomètres de large entre la péninsule Coréenne et l'île de Tsushima, puis de Tsushima à la grande île de Kyūshū.
Diverses influences ont également été suggérées en provenance de l'océan Pacifique comme divers traits culturels et même génétiques semblent indiquer de partielles origines océaniques, peut-être en relation avec l'expansion des Austronésiens.

## Début de la période historique
Des visites des ambassadeurs au Japon par les tardives dynasties chinoises du Nord Wei et Jin (Rencontres des Barbares de l'Est, chroniques Wei) rapportent que certains Japonais prétendent être les descendants de Taibo de Wu, réfugiés après la chute de l'État Wu au Ve siècle av. J.-C. Les textes historiques contiennent des données relatives à l'envoi par Taibo de 4 000 hommes et 4 000 femmes au Japon .

### Période Yayoi
Les premiers grands contacts navals ont lieu durant la période Yayoi au cours du IIIe siècle av. J.-C., quand la riziculture et la métallurgie sont introduites en provenance du continent.
L'incursion de 14 AD dans Silla (新 罗,  Shiragi  en japonais), l'un des Trois Royaumes de Corée, est l'action militaire japonais la plus ancienne enregistrée dans le Samguk Sagi. Selon ce document, Wa (nation proto-japonaise) envoie une centaine de navires et mène une incursion sur la zone côtière de Silla avant d'être chassés.

### Période Yamato
Au cours de la période Yamato, le Japon entretient une intense interaction navale avec le continent asiatique, en grande partie centrée sur la diplomatie et le commerce avec la Chine, les royaumes coréens et d'autres pays du continent, depuis au plus tard le début de la période Kofun au IIIe siècle. Selon le Nihon Shoki, l'impératrice Jingū aurait envahi la Corée au IIIe siècle et serait rentrée victorieuse après trois ans. Mais aucune preuve archéologique n'est disponible pour authentifier cette prétention.
La bataille de Hakusukinoe (白村江), l'un des premiers événements historiques de l'histoire navale du Japon, en dehors du domaine de la légende ou du mythe, a lieu en 663. Le Japon envoie 32 000 troupes et peut-être jusqu'à 1 000 navires en Corée pour soutenir le royaume déclinant de Baekje (百済国) contre Silla et la dynastie Tang de Chine. Les Japonais sont vaincus par les forces combinées des T'ang-Silla.

## Période médiévale

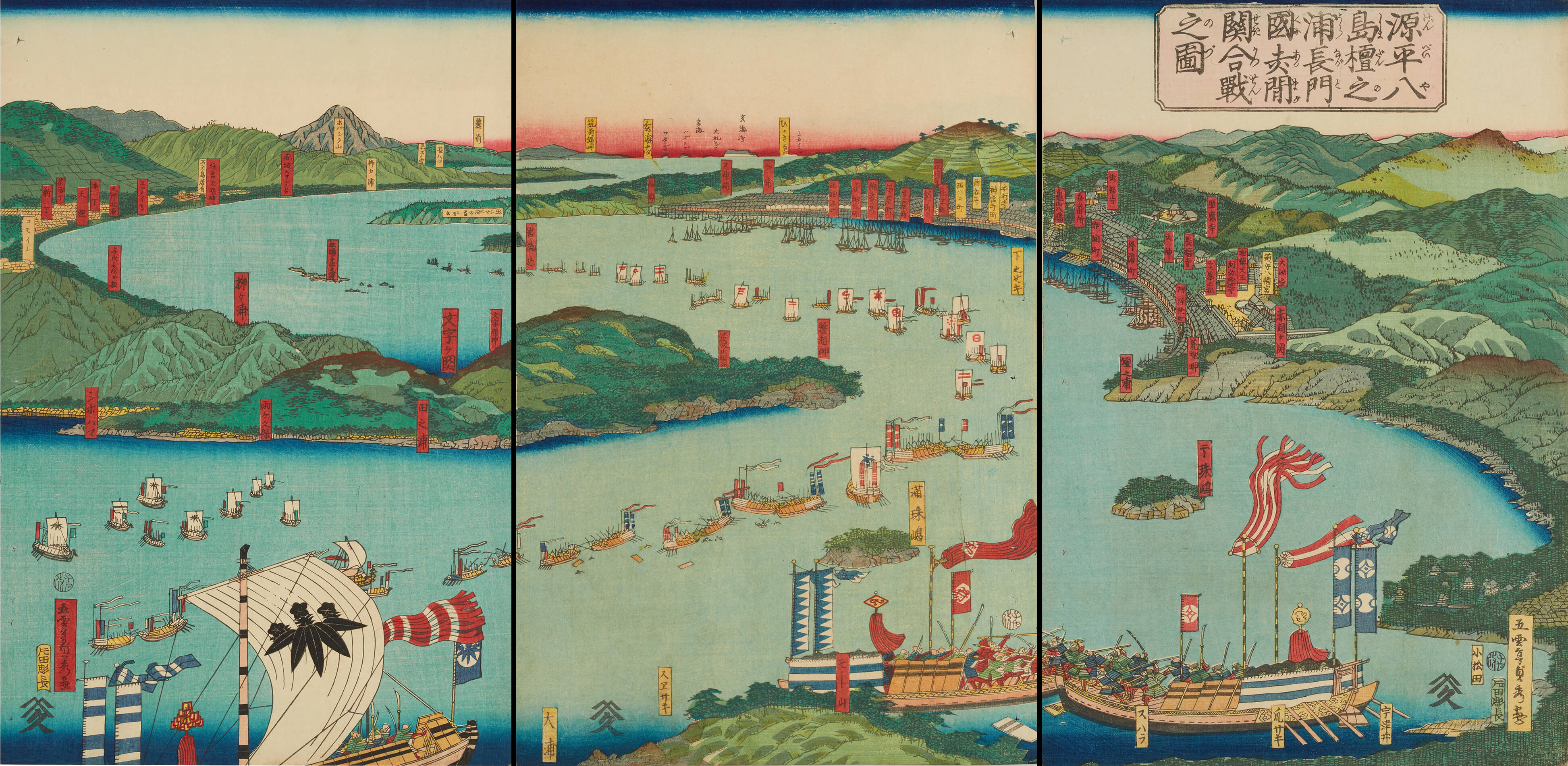
Bataille de Dan-no-ura en 1185.

Les batailles navales de très grande ampleur disputées entre les clans japonais et impliquant plus de 1 000 navires de guerre sont documentées depuis le XIIe siècle. La bataille décisive de la guerre de Genpei, et l'une des plus célèbres et importantes batailles navales de l'histoire pré-moderne japonaise est la bataille de Dan-no-ura de 1185, livrée entre les flottes des clans Minamoto et Taira. Ces batailles consistent d'abord en échanges de tir à l'arc à longue portée, puis cèdent la place à des combats au corps à corps avec des épées et des poignards. Les navires sont utilisés en grande partie comme des plates-formes flottantes pour ce qui relève largement des tactiques de mêlée terrestres.

### Invasions mongoles (1274–1281)

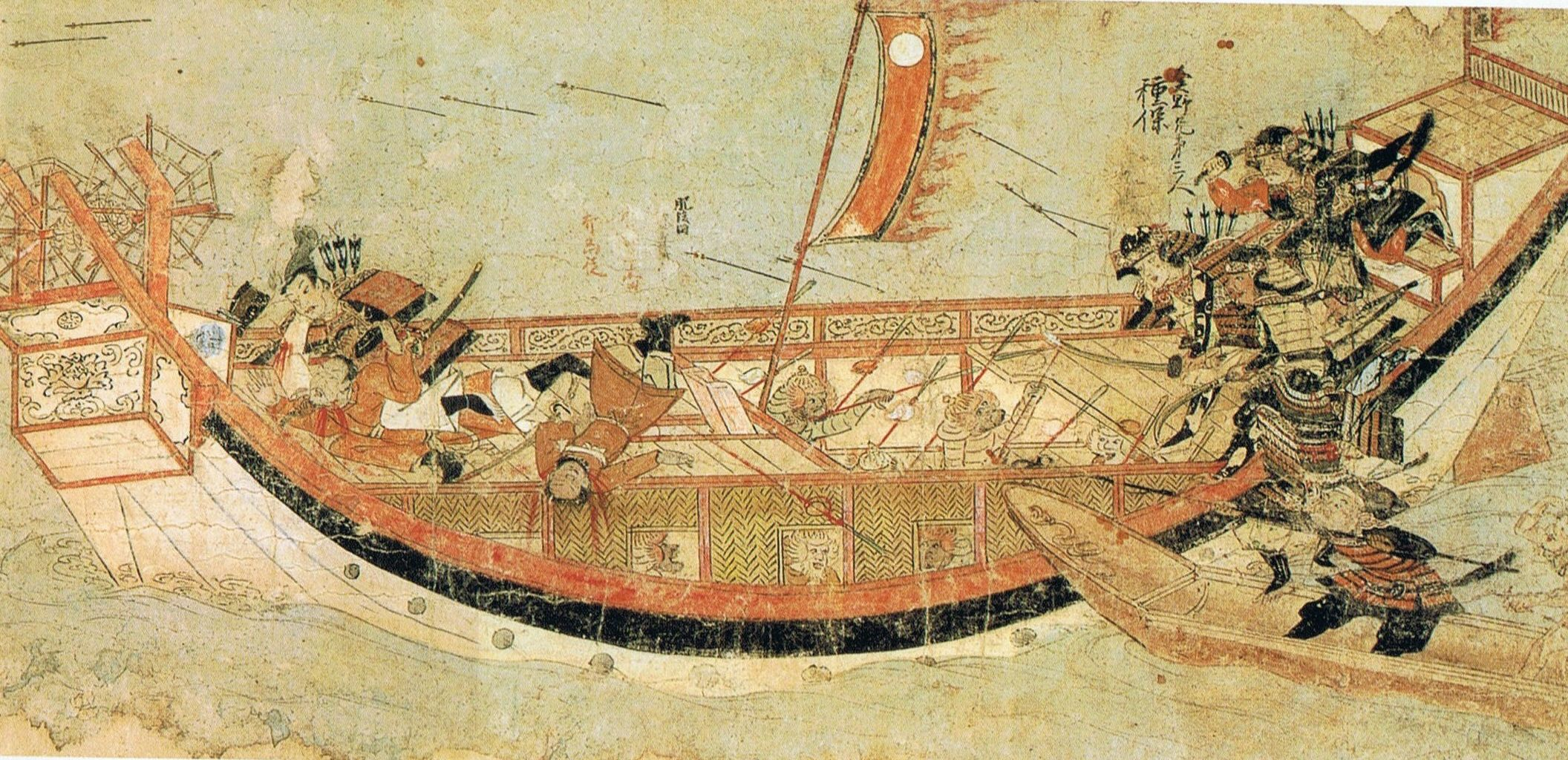
Samouraï abordant des navires mongols en 1281. Mōko Shūrai Ekotoba (蒙古襲来絵詞), circa 1293.

Les premières références majeures à des actions de la marine japonaise contre d'autres puissances asiatiques apparaissent dans les comptes-rendus des invasions mongoles du Japon par Kublai Khan en 1281. Le Japon ne dispose pas de marine qui puisse sérieusement contester la marine mongole, aussi la plupart de l'action se déroule-t-elle sur le sol japonais. Des groupes de samouraï, transportés sur de petits bateaux côtiers, sont censés avoir arraisonné, saisi et brûlé plusieurs navires de la marine mongole.

### Piraterie Wakō (XIIIeauXVIesiècle)
Au cours des siècles suivants, les pirates wakō deviennent très actifs et pillent les côtes de l'empire chinois. Bien que le terme wakō se traduise directement par « pirates japonais », les Japonais sont à cette époque loin d'être les seuls marins à harceler les navires et les ports en Chine et dans d'autres parties de l'Asie, ainsi le terme désigne-t-il aussi avec plus de précision ces non-Japonais. Le premier raid documenté de wakō se produit à l'été 1223 sur la côté Sud de Goryeo. Au plus fort de l'activité des wakō vers la fin du XIVe siècle, des flottes de 300 à 500 navires, transportant plusieurs centaines de cavaliers et plusieurs milliers de soldats, mènent des attaques contre la côte de la Chine. Pendant le demi-siècle qui suit, prenant la mer principalement de l'archipel des îles Iki et de Tsushima, ils s'engouffrent dans les régions côtières de la moitié sud de Goryeo. Entre 1376 et 1385, pas moins de 174 cas de raids de pirates sont enregistrés en Corée. Toutefois, lorsque la dynastie Joseon est fondée en Corée, les wakō enregistrent une massive défaite dans un de leurs principaux ports d'attache de Tsushima pendant l'invasion Ōei. L'activité des wakō prend fin pour l'essentiel au cours des années 1580 lors de son interdiction par Toyotomi Hideyoshi.

Des missions commerciales officielles comme celle des Tenryūji-bune, sont également envoyées en Chine vers 1341.
.

### Période Sengoku (XVeetXVIesiècles)

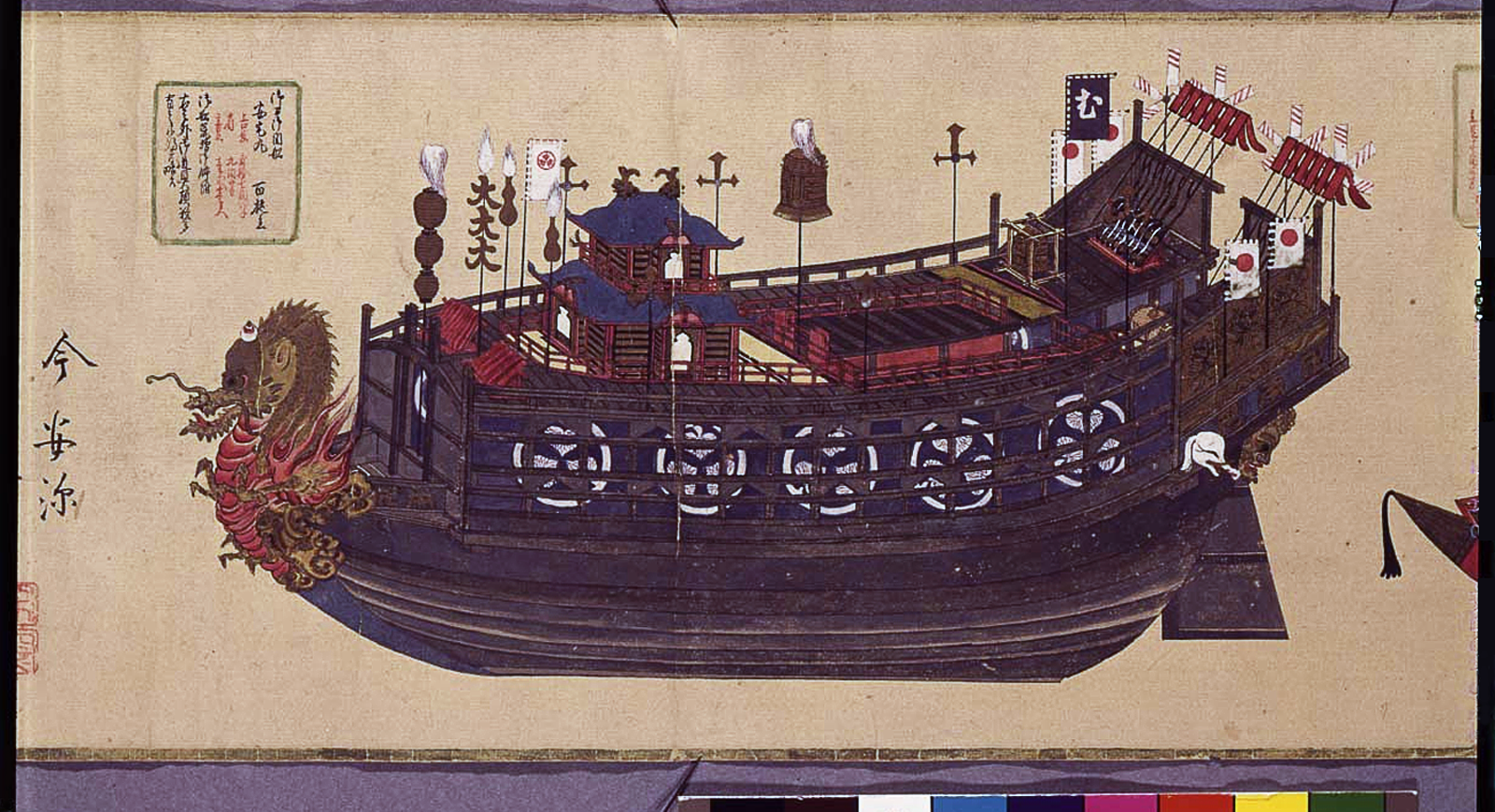
Navire de guerre côtier japonais atakebune du XVIe siècle.

Divers clans de daimyo entreprennent d'importants efforts de construction navale au cours du XVIe siècle, pendant la période Sengoku, quand les dirigeants féodaux en lice pour la suprématie construisent de vastes flottes côtières de plusieurs centaines de navires. Les plus grands de ces navires sont appelés atakebune. À cette époque, le Japon semble avoir développé l'un des premiers navires de guerre cuirassé de l'histoire lorsque Oda Nobunaga, un daimyo, fait construire en 1576 six Ō-atakebune (« grands atakebune ») recouverts de fer. Ces bâtiments, appelés tekkōsen (鉄甲船), littéralement « navires blindés de fer », sont armés de nombreux canons et de fusils à grands calibre pour vaincre les grands, mais faits de bois, navires de l'ennemi. Avec ces navires, Nobunaga défait la flotte du clan Mōri à l'embouchure de la rivière Kizu, près d'Osaka en 1578, et entame avec succès un blocus naval. Les  O- atakebune sont considérés comme des forteresses flottantes plutôt que de véritables navires de guerre cependant, et ne sont employés que pour les actions côtières.

### Contacts avec les Européens

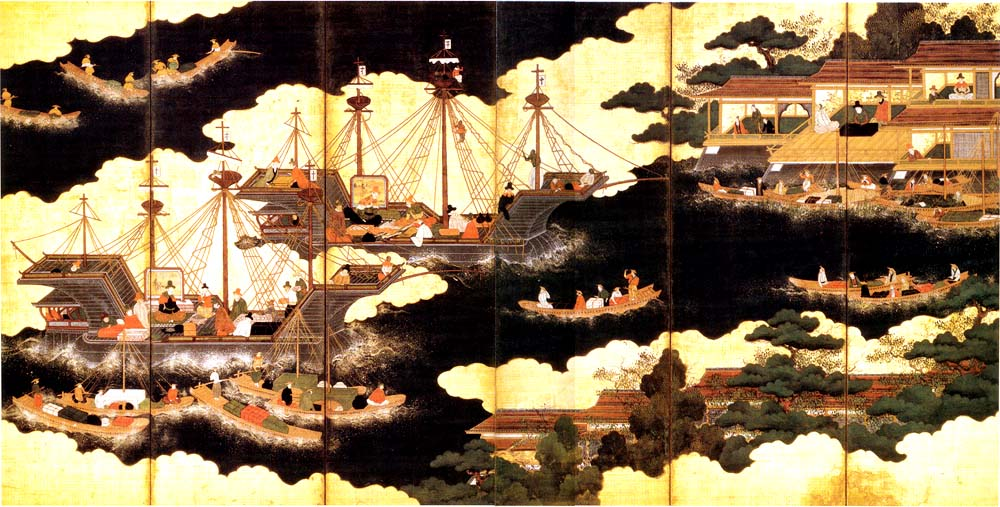
Navires Nanban arrivant au Japon pour commercer ; peinture du XVIe siècle.

Les premiers Européens atteignent le Japon en 1543 sur des jonques chinoises et les navires portugais commencent à arriver au Japon peu de temps après. À cette époque, il existe déjà des échanges commerciaux entre le Portugal et Goa (depuis environ 1515), consistant en 3 ou 4 caraques prenant la mer à Lisbonne avec de l'argent pour acheter du coton et des épices en Inde. Parmi celles-ci, une seule se rend en Chine afin d'acheter de la soie, également en échange d'argent portugais. En conséquence, la cargaison des premiers navires portugais (habituellement environ 4 navires de plus petite taille chaque année) arrivant au Japon est presque entièrement composée de produits chinois (soie, porcelaine). Les Japonais sont très désireux d'acquérir ces biens, mais tout contact avec eux est interdit par ordre de l'empereur de Chine, en punition pour les attaques des pirate wakō. Les Portugais (qui sont appelés Nanban, littéralement « Barbares du Sud ») trouvent donc la possibilité d'agir comme intermédiaires dans le commerce asiatique.

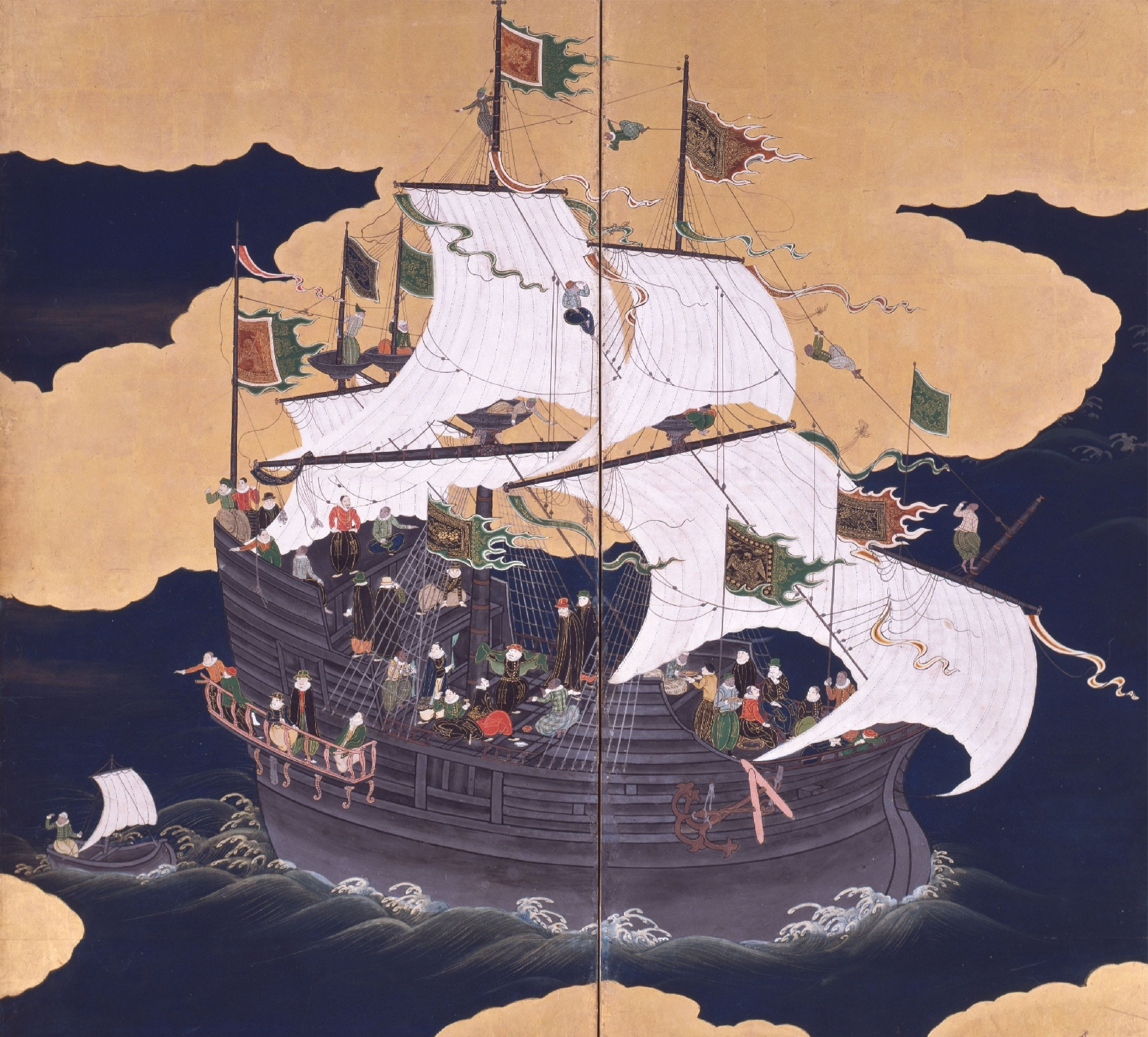
Caraque portugaise à Nagasaki, XVIIe siècle.

Depuis l'époque de l'acquisition de Macao en 1557 et leur reconnaissance officielle en tant que partenaires commerciaux par les Chinois, les Portugais ont commencé à réglementer le commerce au Japon en vendant au plus offrant la « capitainerie » (ito wappu) annuelle au Japon, conférant de facto des droits commerciaux exclusifs pour une seule caraque à destination du Japon tous les ans. Les caraques sont de très grands navires, généralement entre 1 000 et 1 500 tonnes, soit environ le double ou le triple de la taille d'un gros galion ou d'une jonque.
Ce commerce se poursuit avec quelques interruptions jusqu'en 1638, quand il est interdit au motif que les prêtres et les missionnaires associés aux commerçants portugais sont perçus comme une menace pour le pouvoir du shogunat et la stabilité de la nation.
Le commerce portugais est de plus en plus contesté par les contrebandiers chinois, les navires au sceau vermillon japonais à partir d'environ 1592 (une dizaine de navires chaque année), les navires espagnols de Manille à partir de 1600 (environ un navire d'un an ), les Pays-Bas en 1609 et les Anglais à partir de 1613 (environ un navire par an). Quelques Japonais voyagent aussi à l'étranger sur des navires étrangers, tels Christopher et Cosmas qui traversent le Pacifique sur un galion espagnol dès 1587, puis naviguent en Europe avec Thomas Cavendish.
Les Hollandais, qui, plutôt que Nanban, sont appelés Kōmō (红毛) littéralement « cheveux rouges » par les Japonais, arrivent au Japon en 1600 à bord du Liefde. Leur pilote est William Adams, premier Anglais à atteindre le Japon. En 1605, deux membres de l'équipage du Liefde sont envoyés à Patani par Tokugawa Ieyasu, pour inviter les commerçants hollandais au Japon. Le chef du poste de commerce hollandais à Pattani, Victor Sprinckel, refuse au motif qu'il est trop occupé avec l'opposition portugaise en Asie du Sud-Est. En 1609, cependant, le Néerlandais Jacques Specx arrive avec deux navires à Hirado, et par Adams obtient du shogun Ieyasu des privilèges de négociation.
Les Hollandais s'engagent aussi dans la piraterie et le combat naval afin d'affaiblir la navigation portugaise et espagnole dans le Pacifique, et, finalement, deviennent les seuls Occidentaux à avoir accès au Japon. Pendant deux siècles, à compter de 1638, ils sont confinés dans l'île de Dejima dans le port de Nagasaki.

### Invasions de la Corée et des Ryūkyū
En 1592 et de nouveau en 1598, Toyotomi Hideyoshi organise des invasions de la Corée à l'aide de quelque 9 200 navires. Dès le début de la guerre en 1592, le commandant suprême de la flotte de Hideyoshi est Kuki Yoshitaka, dont le navire amiral est le Nihonmaru de 33 m de long. Les commandants adjoints sont Wakizaka Yasuharu et Katō Yoshiaki. Après leur expérience lors de l'invasion Ōei et d'autres opérations contre les pirates japonais, les marines chinoise et coréenne sont plus compétentes que la marine japonaise. Elles s'appuient sur un grand nombre de petits navires dont les équipages tentent de monter à bord des bâtiments ennemis. L'arraisonnement est la tactique principale de presque toutes les marines jusqu'à l'ère moderne et les samouraï japonais excellent dans les combats rapprochés. Les Japonais utilisent couramment beaucoup de navires d'abordages légers et rapide appelés kobaya selon une technique qui ressemble à celle du poisson qui suit le bateau de tête. L'avantage de cette tactique est qu'une fois qu'ils ont réussi à monter à bord d'un navire, ils peuvent passer très rapidement à bord d'autres navires ennemis dans le voisinage.
Les navires japonais de l'époque sont construits avec des planches de bois et des clous en acier qui rouillent dans l'eau de mer après un certain temps de service. Les navires sont construits selon une forme pentagonale courbe avec du bois léger pour obtenir des vitesses maximales appropriées à leurs tactiques d'abordage mais cela compromet leur capacité à changer rapidement de direction. Ils sont par ailleurs quelque peu susceptibles de chavirer dans les mers agitées et les tempêtes. Les coques des navires japonais ne sont pas assez solides pour supporter le poids et le recul des canons. Les bâtiments japonais sont rarement équipés de canons, et ceux qui le sont les suspendent habituellement aux poutres apparentes avec des cordes et des tissus. Au lieu de cela, les Japonais comptent beaucoup sur leurs fusils et leurs lames.
La marine coréenne attaque une flotte de transport japonais efficacement et cause de gros dégâts. À la bataille d'Okpo, Won Gyun et Yi Sun-sin détruisent le convoi japonais et leur échec permet à la résistance coréenne dans la province de Jeolla dans le sud-est de Corée, de continuer. Wakizaka Yasuharu reçoit l'ordre d'envoyer une force navale de 1 200 hommes lors de l'invasion Keicho et anéantit la marine coréenne d'invasion dirigée par Won Kyun lors d'une contre-attaque en juillet 1597 (bataille de Chilchonryang). L'amiral coréen Yi Eokgi et Won Gyun trouvent la mort dans ce combat. L'île de Hansan est occupée par le Japon, ce qui consolide l'emprise japonaise sur la côte ouest de la Corée. Pour empêcher le Japon d'envahir la Chine en passant par la côte ouest de la péninsule coréenne, la Chine envoie des forces navales.
En août 1597, la marine japonaise reçoit l'ordre d'occuper la province de Jeolla. Après que la marine de Joseon a presque anéanti la marine japonaise lors de la bataille de Myong-Yang, celle-ci se retire du Nord de la péninsule. Jeolla est cependant occupée par la marine japonaise qui capture Gang Hang. Le reste de la marine coréenne dirigée par Yi Sun-sin rejoint la flotte chinoise des Ming sous les ordres de Chen Lin et continuent d'attaquer les lignes d'approvisionnement japonaises. Vers la fin de la guerre, tandis que les Japonais restants essayent de se retirer de Corée, ils sont assaillis par les forces coréennes et chinoises. Pour sauver ses camarades, Shimazu Yoshihiro attaque la flotte alliée. À la bataille de Noryang, Shimazu vainc le général chinois Chen Lin. Finalement, l'armée japonaise réussi à s'échapper de la péninsule coréenne,. Yi Sun-sin est tué au cours de l'affrontement.
L'incapacité des Japonais à prendre le contrôle de la mer et leur difficulté conséquente dans le ravitaillement des troupes à terre, est l'une des principales raisons de l'échec final de l'invasion. Après la mort de Hideyoshi Toyotomi, principal promoteur de l'invasion, les Japonais cessent les attaques sur la Corée.

#### Invasion des Ryūkyū
En 1609, Shimazu Tadatsune, tozama daimyō de Satsuma, envahit les îles du sud de royaume de Ryūkyū (moderne Okinawa) avec une flotte de 13 jonques et 2 500 samouraï, établissant ainsi sa souveraineté sur l'archipel. Il fait face à peu d'opposition de la part des Ryukyuiens qui manquent de capacités militaires importantes et auxquels le roi Shō Nei ordonne de se rendre pacifiquement plutôt que de perdre de précieuses vies.

### Commerce océanique (XVIeetXVIIesiècles)

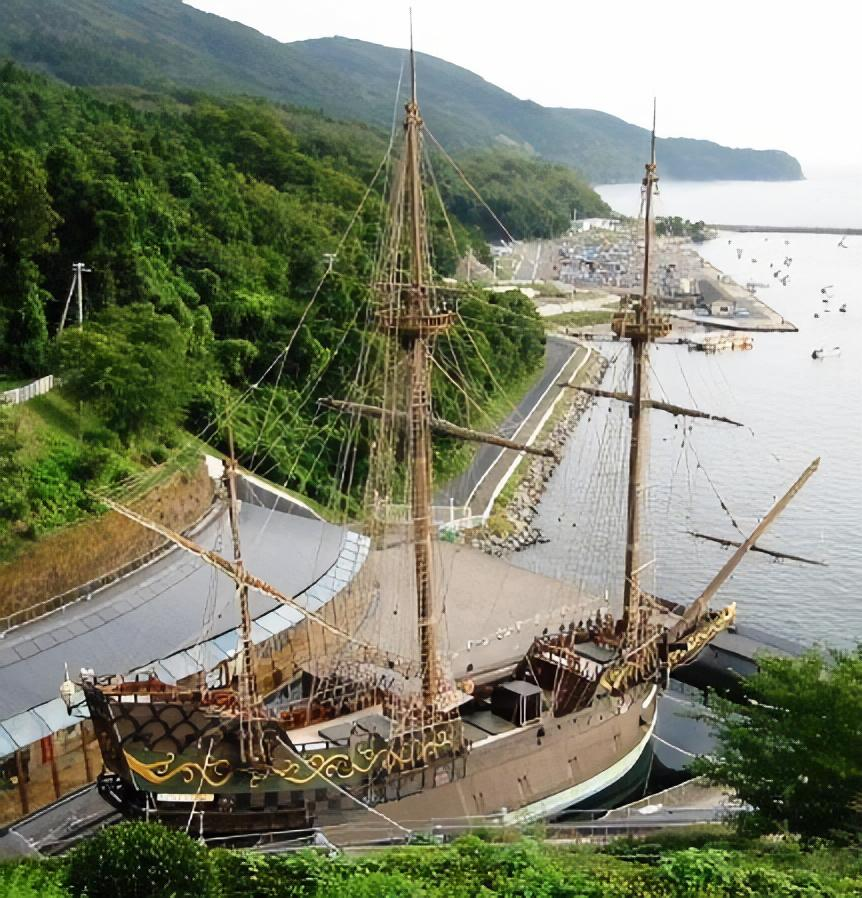
Premier galion construit par les Japonais, le Date Maru de 1613.

Le Japon construit ses premiers grands navires de haute-mer au début du XVIIe siècle, à la suite de ses contacts avec les pays occidentaux au cours de l'époque du commerce Nanban.

#### William Adams
En 1604, le shogun Tokugawa Ieyasu ordonne à William Adams et à ses compagnons de construire le premier navire à voile japonais de style occidental à Itō dans l’actuelle préfecture de Shizuoka sur la côte est de la péninsule d'Izu. Un navire de 80 tonnes est achevé et le shogun ordonne qu'un plus grand navire, de 120 tonnes, soit construit l'année suivante (les deux sont légèrement plus petits que le Liefde, le bâtiment sur lequel William Adams est arrivé au Japon, qui fait 150 tonnes). Selon Adams, Ieyasu « est venu à bord pour le voir, et le spectacle lui a donné beaucoup de contentement ». Le navire, nommé San Buena Ventura, est prêté à des naufragés espagnols pour leur retour au Mexique en 1610.

#### Hasekura Tsunenaga
En 1613, le daimyō de Sendai, avec l'accord du shogunat Tokugawa, construit le Date Maru, navire de 500 t de type galion qui transporte une ambassade japonaise aux Amériques et poursuit sa route vers l'Europe.

#### Navires à sceau vermillon

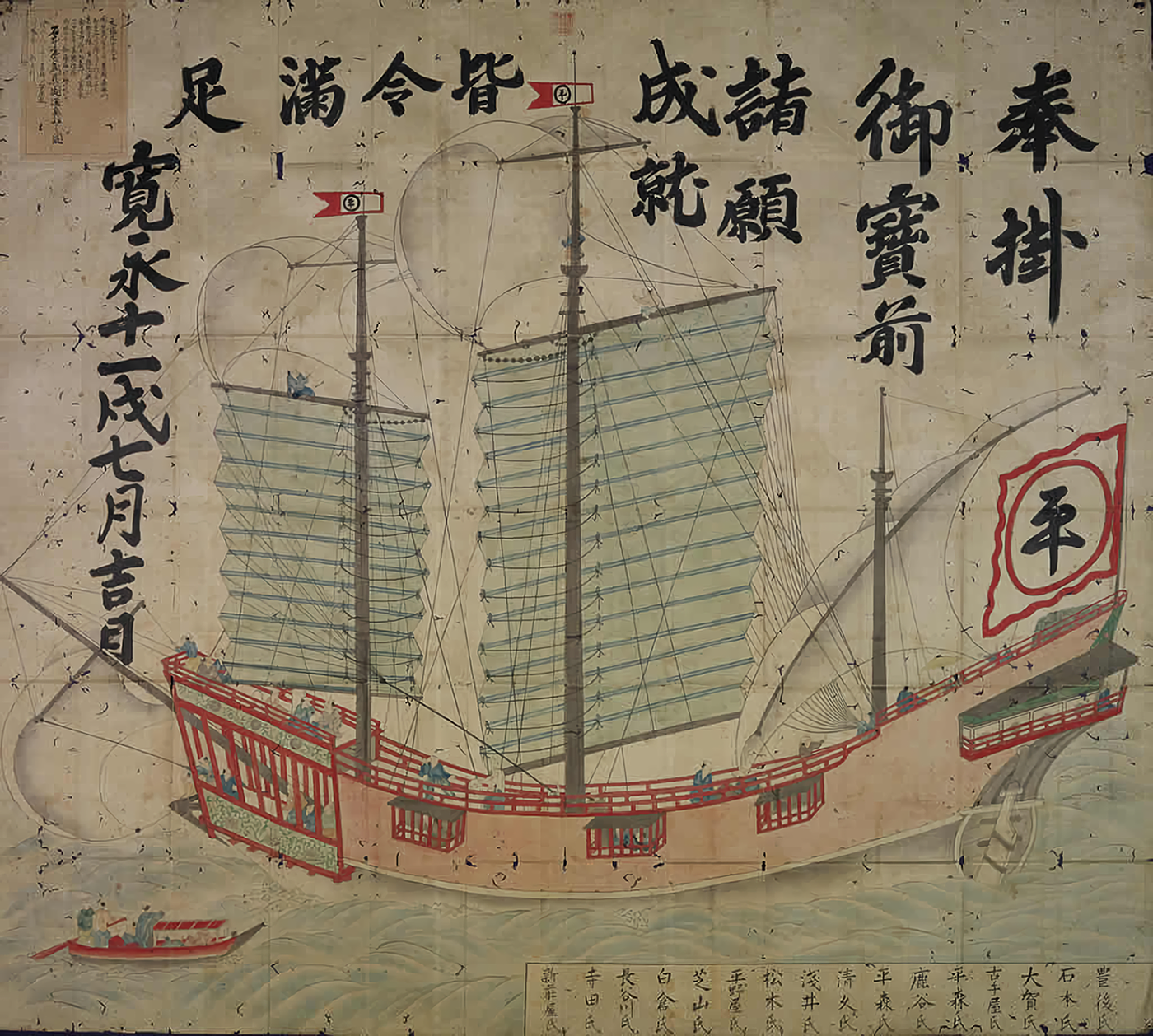
Navire à sceau vermillon japonais de 1634, combinant les techniques navales de l'Orient et de l'Occident

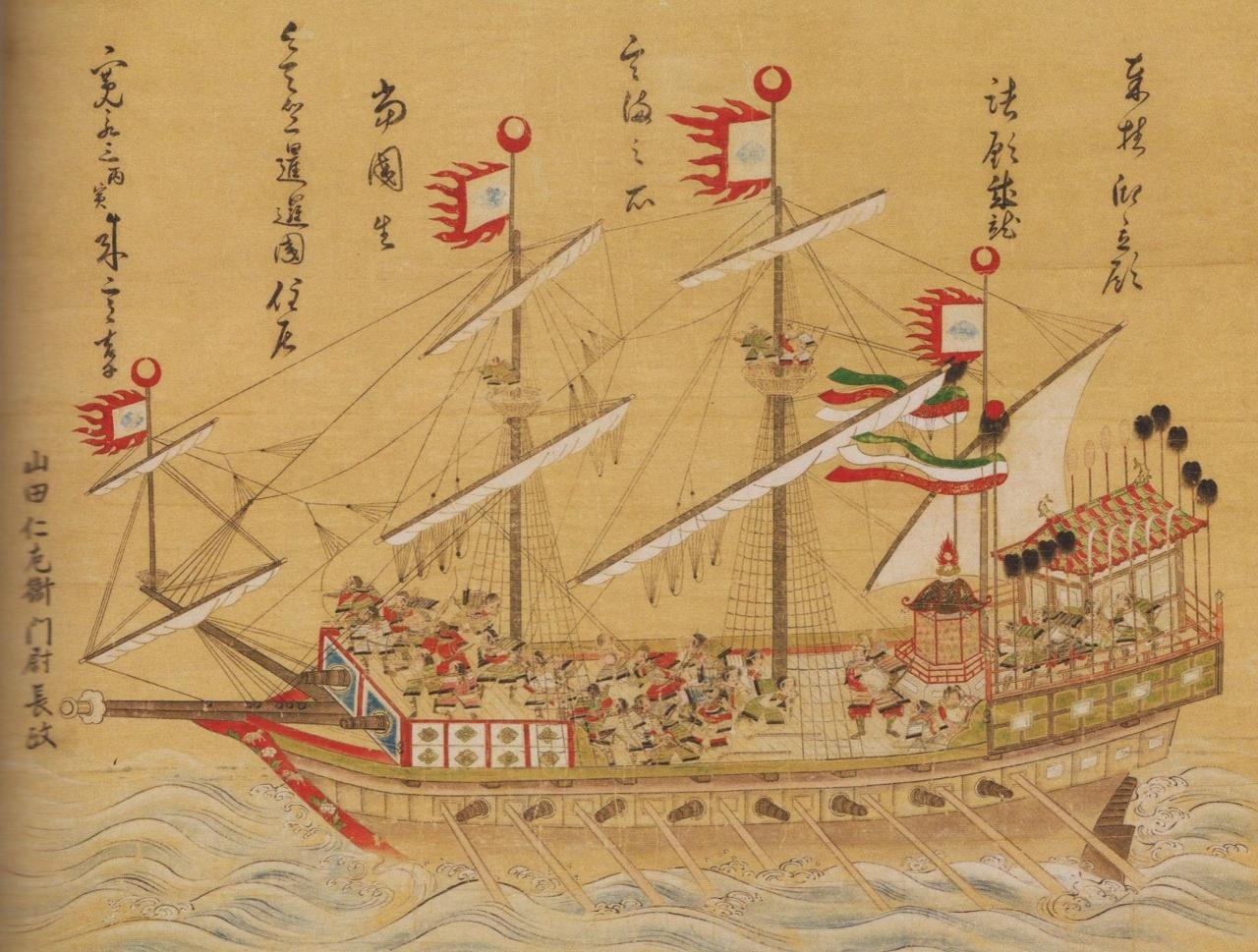
Navire de guerre de Yamada Nagamasa, XVIIe siècle

À partir de 1604, environ 350 navires à sceau vermillon, habituellement armés et intégrant certaines techniques occidentales, sont autorisés par le shogunat, principalement pour le commerce Sud-Est asiatique. En 1606, des navires et des samouraïs japonais contribuent à la défense de Malacca au côté des Portugaise contre l'amiral hollandais Cornelis Matelief de la Compagnie néerlandaise des Indes orientales. Plusieurs navires armés de l'aventurier japonais Yamada Nagamasa jouent un rôle militaire dans les guerres et la politique de la cour du royaume d'Ayutthaya. William Adams, qui participe au commerce des navires au sceau vermillon, note que « les gens de ce pays (Japon) sont des marins très robustes ».

### Invasion prévue des Philippines
Pendant un certain temps, le shogunat Tokugawa prévoit d'envahir les Philippines afin d'éradiquer l'expansionnisme espagnol en Asie et son soutien aux chrétiens au Japon. En novembre 1637, il fait part de ses intentions à Nicolaes Couckebacker, chef de la Compagnie néerlandaise des Indes orientales. Environ 10 000 samouraïs sont préparés pour l'expédition et les Hollandais acceptent de fournir quatre navires de guerre et deux voiliers pour soutenir les navires japonais contre les galions espagnols. Les plans sont annulés à la dernière minute avec l'irruption de la rébellion de Shimabara chrétienne au Japon en décembre 1637,.

### Isolement (1640–1840)

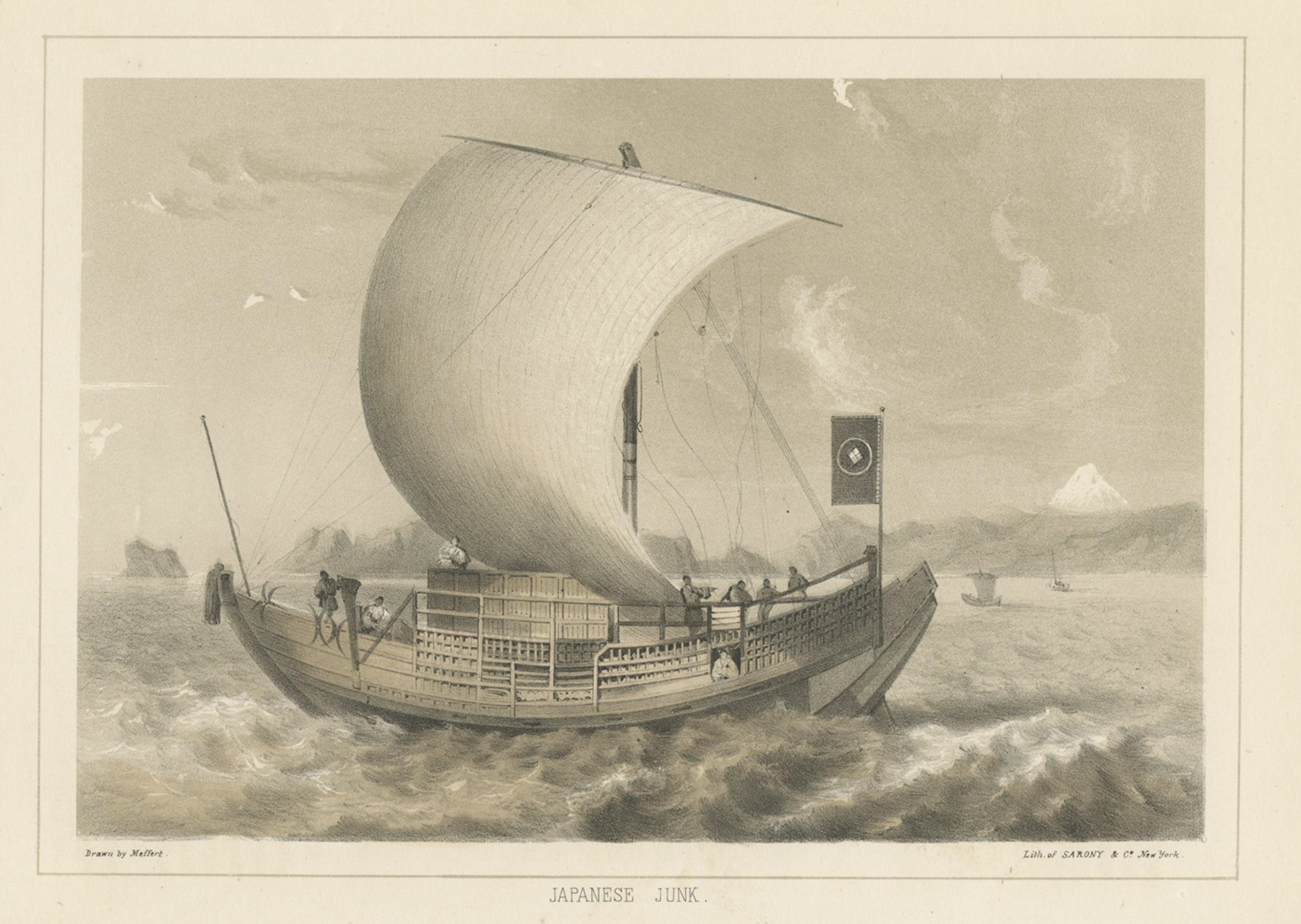
Jonque japonaise à la fin de la période Tokugawa.

La coopération des Pays-Bas, sur cette affaire comme sur d'autres questions, leur permet de s'assurer qu'ils sont les seuls Occidentaux autorisés au Japon pendant les deux siècles suivants. À la suite de ces événements, le shogunat impose un système de restrictions maritimes (海禁, kaikin), qui interdit les contacts avec les étrangers en dehors des canaux et des zones désignées, interdit la pratique du christianisme et la construction de navires de haute mer, sous peine de mort. La taille des navires est restreinte par la loi et les spécifications de conception limitant la navigabilité (tels que la préparation d'un trou béant dans la partie arrière de la coque) sont mises en œuvre. Il est interdit aux marins qui se trouvent bloqués dans des pays étrangers de retourner au Japon sous peine de mort.
Une minuscule délégation néerlandaise est autorisée sur l'île Dejima dans le port de Nagasaki, seul contact permis avec l'Occident, à partir de laquelle les Japonais restent partiellement informés des progrès scientifiques et techniques de l'Occident et qui permet la création d'un corps de connaissances appelé rangaku. De nombreux contacts avec la Corée et la Chine sont maintenus par le biais du domaine de Tsushima, du royaume de Ryūkyū sous la domination de Satsuma et les comptoirs de commerce de Nagasaki. De son côté, le domaine de Matsumae dans Hokkaidō maintient des contacts avec les Aïnous et l'empire russe.
Beaucoup de tentatives isolées pour mettre fin à l'isolement du Japon sont faites par les puissances occidentales naissantes dans la première moitié du XIXe siècle. Des navires américains, russes et français essayent tous d'engager des relations avec le Japon, mais toutes ces tentatives sont rejetées.

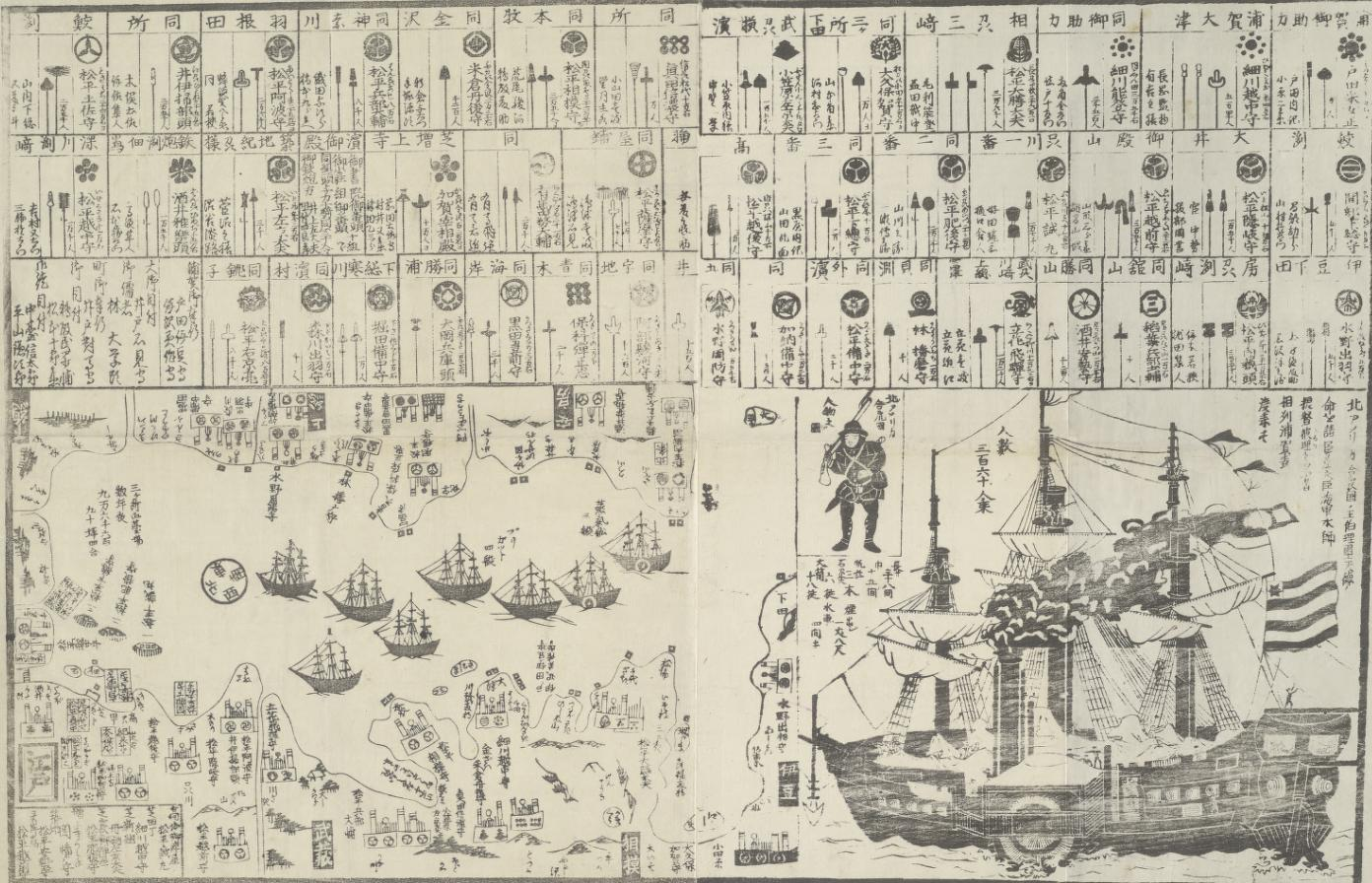
Feuille imprimée japonaise de 1854 représentant la visite du commodore Perry.

Ces tentatives largement infructueuses se poursuivent jusqu'à ce que le 8 juillet 1853, le commodore Matthew Perry de l'U.S. Navy avec quatre navires de guerre : le Mississippi, le Plymouth, le Saratoga et le Susquehanna pénètre dans la baie d'Edo (Tokyo) et fasse montre de la puissance menaçante des canons Paixhan de ses bâtiments. Il exige que le Japon s'ouvre au commerce avec l'Occident. Ces navires deviennent fameux sous le nom kurofune, ou navires noirs.
À peine un mois après Perry, l'amiral russe Ievfimy Poutiatine arrive à Nagasaki le 12 août 1853. Il y fait la démonstration d'une machine à vapeur sur son navire le Pallas, ce qui conduit à la première production d'un moteur à vapeur par le Japon, créé par Tanaka Hisashige.
L'année suivante, Perry revient avec sept navires et contraint le shogun à signer le 31 mars 1854 le « Traité de paix et d'amitié » établissant des relations diplomatiques officielles entre le Japon et les États-Unis, connu sous le nom « Convention de Kanagawa ». Dans les cinq ans qui suivent, le Japon signe des traités similaires avec d'autres pays occidentaux. Le traité d'amitié et de commerce (États-Unis-Japon) est signé avec les États-Unis le 29 juillet 1858. Ces traités sont largement considérés par les intellectuels japonais comme inégaux, ayant été imposés au Japon par la diplomatie de la canonnière et comme un signe de la volonté de l'Occident d'intégrer le Japon dans le système impérialiste qui s'est installé sur le continent. Entre autres mesures, ces traités donnent aux pays occidentaux le contrôle sans équivoque des droits de douane sur les importations et le droit d'extraterritorialité à tous leurs ressortissants en visite. Ils resteront un point de friction dans les relations du Japon avec l'Occident jusqu'au début du XXe siècle.

## Modernisation: époque du bakumatsu (1853-1868)

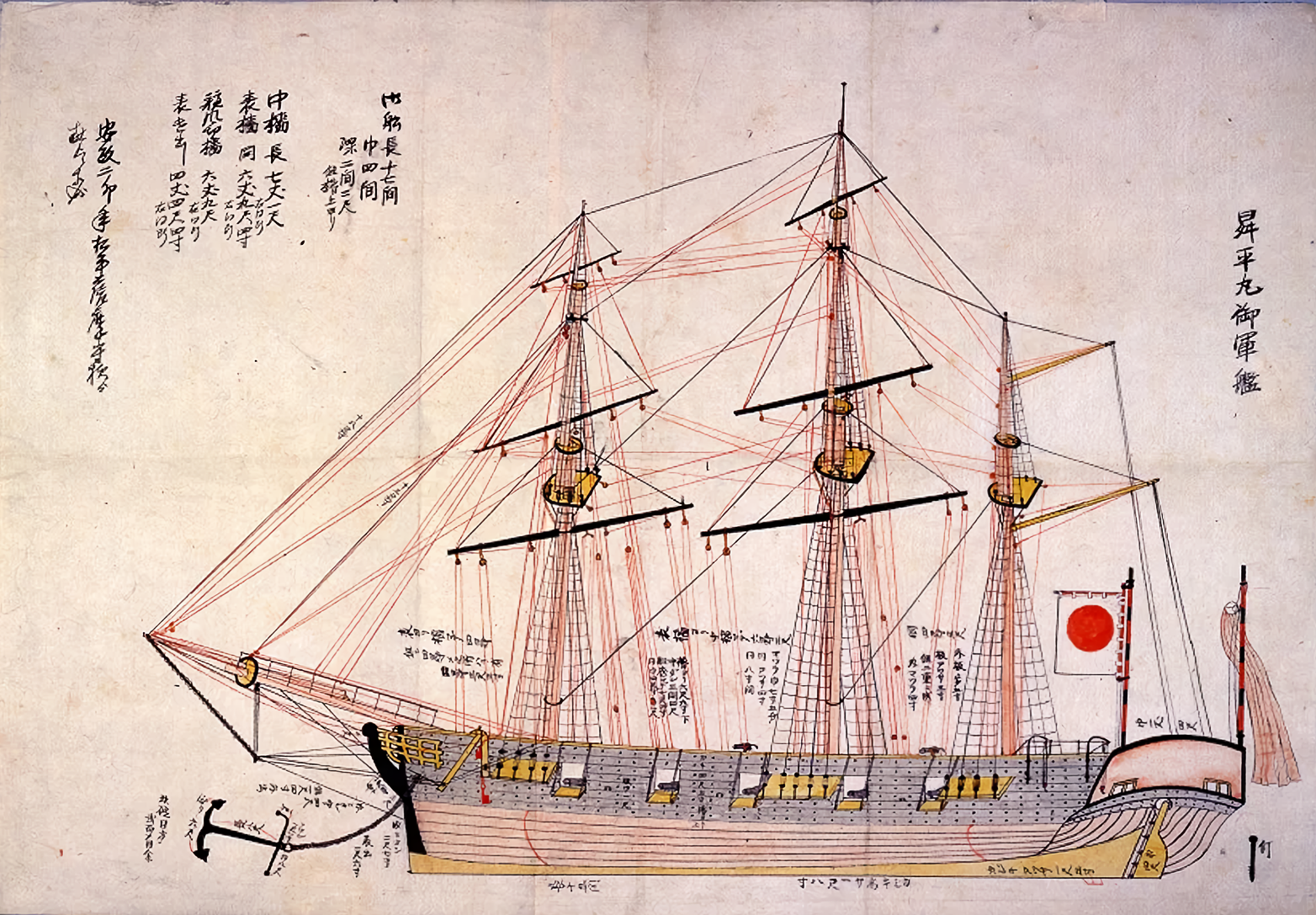
Le Shōhei Maru (1854).

L'étude des techniques de construction navale occidentales reprend dans les années 1840.
Ce processus s'intensifie avec l'augmentation de l'activité des navires de commerce occidentaux le long des côtes du Japon en raison du commerce avec la Chine et du développement de la chasse à la baleine.
À partir de 1852, le gouvernement de la fin du shogunat Tokugawa ou bakumatsu) est averti par les Pays-Bas des plans du Commodore Perry. Trois mois après la première visite de Perry en 1853, le bakufu Tokugawa annule la loi interdisant la construction de grands navires (大船建造禁止令) et commence à organiser la construction d'une flotte de navires de guerre à voile de style occidental tels que le Hōō-Maru, le Shōhei Maru ou le Asahi-Maru, demandant habituellement à chaque domaine féodal de construire ses propres navires modernes. Ces bâtiments sont construits en utilisant des manuels de navigation néerlandais et le savoir-faire de quelques rapatriés de l'Occident tels que Nakahama Manjirō. Également avec l'aide de Nakahama Manjirō, le domaine de Satsuma construit le premier navire à vapeur du Japon, le Unkoumaru (雲行丸) en 1855. Le bakufu établit aussi des fortifications côtières défensives comme celle de l'île artificielle d'Odaiba dans la baie de Tokyo.

### Naissance d'une marine moderne

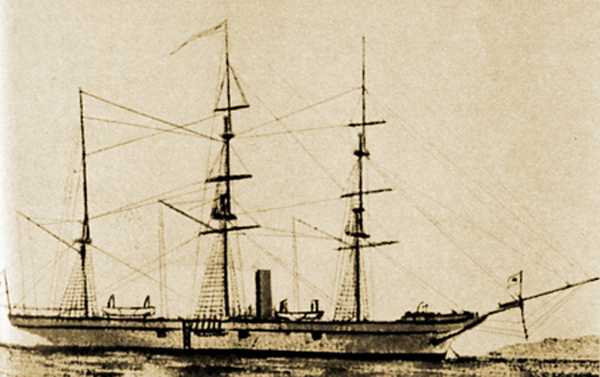
Le Kanrin Maru, premier navire de guerre à vapeur à roue du Japon, 1857.

Dès que le Japon accepte de s'ouvrir à l'influence étrangère, le gouvernement Tokugawa engage une politique active d'assimilation des technologies navales occidentales. En 1855, avec l'aide néerlandaise, le shogunat acquiert son premier navire de guerre à vapeur, le Kankō Maru, utilisé pour la formation et l'entraînement et établit le centre d'entraînement naval de Nagasaki. En 1857, il achète le premier navire de guerre à vapeur à roue à aubes japonais, le Kanrin Maru.
En 1860, le Kanrin Maru fait voile vers les États-Unis commandé par un groupe de marins japonais, avec l'aide d'un seul officier de la Marine des États-Unis, John Mercer Brooke, afin d'y transporter la première ambassade du Japon aux États-Unis.
Des étudiants de la marine sont envoyés à l'étranger pour étudier les techniques navales occidentales. Le bakufu prévoit initialement de commander des navires américains et d'envoiyer des étudiants aux États-Unis mais la guerre de Sécession conduit à une annulation des plans. Au lieu de cela, en 1862, le bakufu place ses commandes de navires de guerre aux Pays-Bas et décide d'y envoyer 15 stagiaires. Ces étudiants, à la tête desquels Uchida Tsunejirō (内田恒次郎), quittent Nagasaki le 11 septembre 1862 et arrivent à Rotterdam le 18 avril 1863 pour un séjour de trois ans. Ils comptent parmi eux des personnalités telles que le futur amiral Enomoto Takeaki, Sawa Tarosaemon (沢太郎左衛門), Akamatsu Noriyoshi (赤松則良), Taguchi Shunpei (田口俊平), Tsuda Shinichiro (津田真一郎) et le philosophe Nishi Amane. Ce voyage inaugure une tradition de futurs dirigeants formés à l'étranger comme les amiraux Tōgō et, plus tard, Yamamoto.

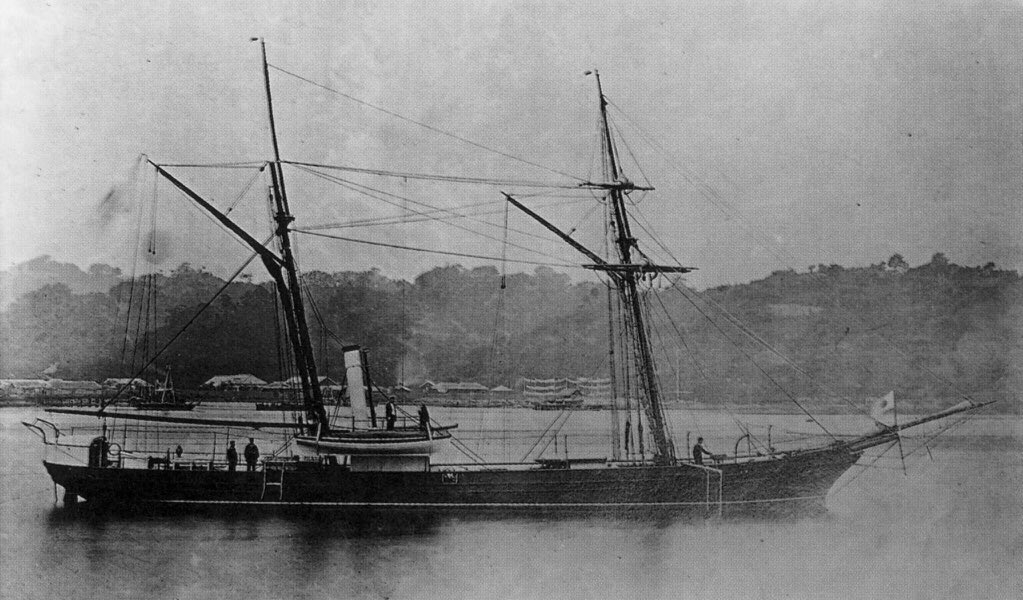
Premier navire de guerre à vapeur japonais construit au pays, le Chiyodagata (1863).

En 1863, le Japon achève son premier navire de guerre à vapeur de construction nationale, le Chiyodagata, canonnière de 140 tonnes commandée pour la marine Tokugawa (le premier navire à vapeur du Japon est le Unkoumaru -雲行丸- construit par le domaine de Satsuma en 1855). Le navire est fabriqué par le futur géant industriel, Ishikawajima, amorçant ainsi les efforts du Japon pour acquérir et pleinement développer des capacités de construction navale. 
Après les humiliations reçues de la part des marines étrangères comme lors du bombardement de Kagoshima en 1863 et lors de la bataille de Shimonoseki en 1864, le shogunat intensifie ses efforts de modernisation, en s'appuyant de plus en plus sur l'aide française et britannique. En 1865, l'ingénieur de la marine française Léonce Verny est embauché pour construire les premiers arsenaux modernes du Japon à Yokosuka et Nagasaki. Plus de navires sont importés, comme le Jho Sho Maru, le Ho Sho Maru et le Kagoshima, tous construits par Thomas Blake Glover à Aberdeen.

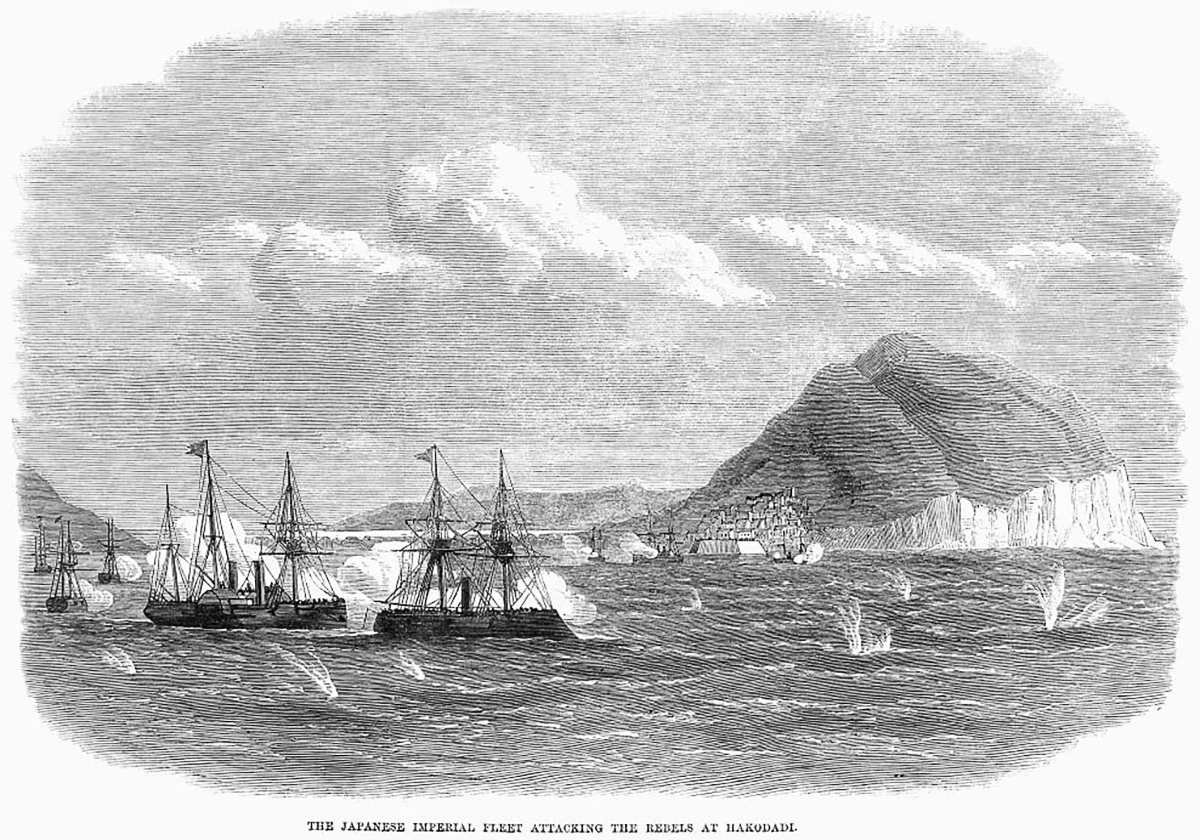
Bataille de la baie de Hakodate (1869) entre Tokugawa et les forces pro-impériales.

À la fin du shogunat Tokugawa en 1867, la marine japonaise possède déjà huit navires de guerre à vapeur de style occidental - dont le navire amiral Kaiyou Maru - utilisées contre les forces pro-impérialistes pendant la guerre du Boshin, sous le commandement de l'amiral Enomoto. Le conflit culmine avec la bataille de la baie de Hakodate en 1869, première grande bataille navale moderne du Japon.
En 1869, le Japon fait l'acquisition de son premier cuirassé de haute mer, le Kōtetsu, commandé par le bakufu mais reçu par le nouveau gouvernement impérial, à peine dix ans après que ces navires ont été introduits en Occident avec le lancement du cuirassé français Gloire.

## Restauration de Meiji (1868): création de la marine impériale japonaise

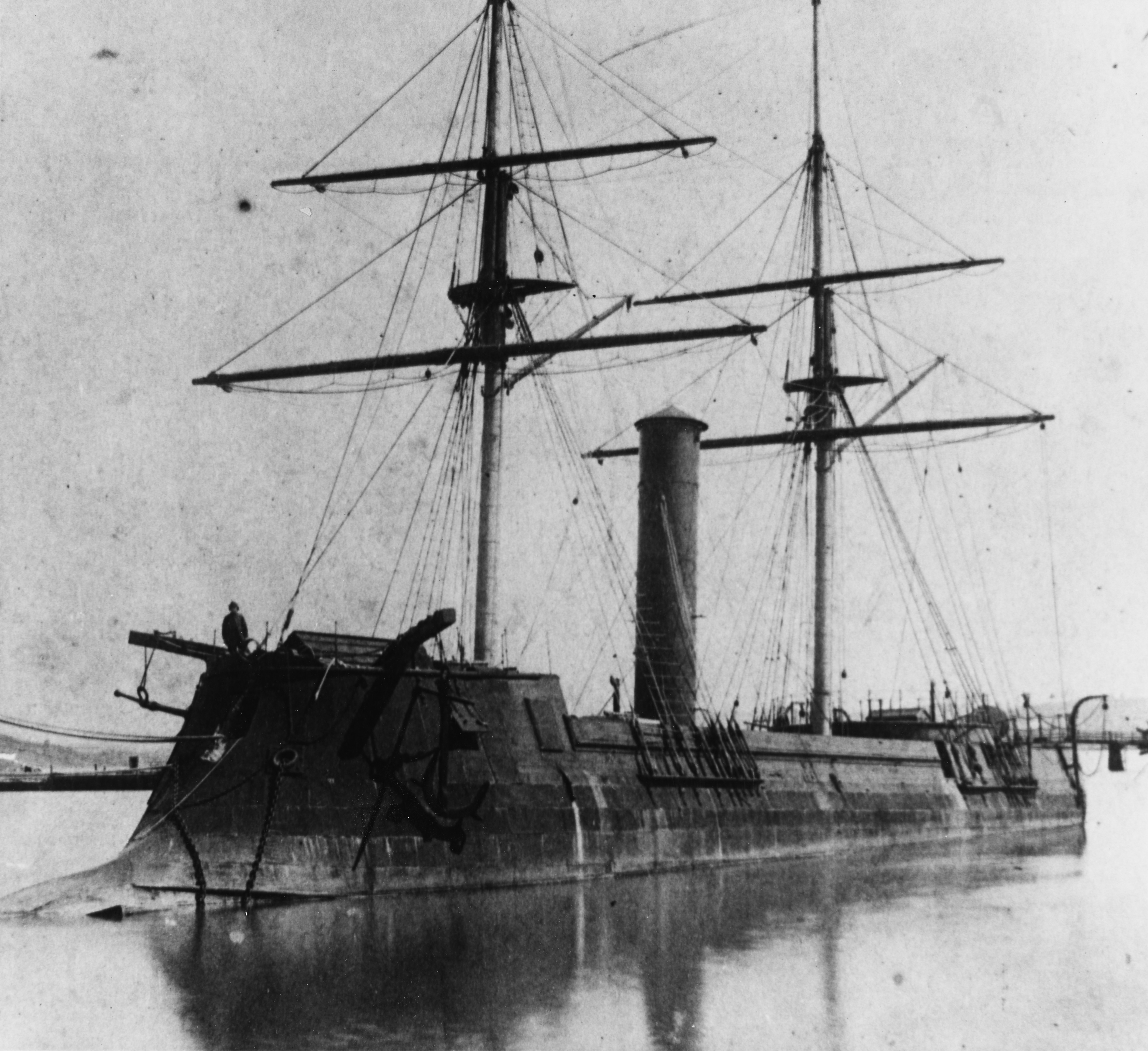
Le Kōtetsu (ancien CSS Stonewall), premier cuirassé à coque en fer moderne du Japon, 1869.

La marine impériale japonaise (japonais : 大日本帝国海軍) est la marine de guerre du Japon entre 1867 et 1947 lorsqu'elle est dissoute à la suite du renoncement constitutionnel par le Japon de l'usage de la force comme moyen de régler les différends internationaux.
À partir de 1868, l'empereur Meiji restauré poursuit les réformes pour industrialiser et militariser le Japon afin de l'empêcher d'être submergé par les États-Unis et les puissances européennes. La marine impériale japonaise est officiellement créée en 1869. Le nouveau gouvernement élabore un plan très ambitieux de création d'une marine de 200 navires organisés en 10 flottes mais le projet est abandonné l'année suivante en raison du manque de ressources. Au niveau national, les rébellions internes, et en particulier la rébellion de Satsuma en 1877, contraignent le gouvernement à se concentrer sur la guerre terrestre. La politique navale, exprimée par le slogan Shusei Kokubou (Jp:守勢国防, littéralement « défense statique »), est axée sur les défenses côtières, une armée permanente et une marine côtière, conduisant à une organisation militaire obéissant au principe Rikushu Kaiju (陆主海従), l'armée en premier, la marine en deuxième).
Pendant les années 1870 et 1880, la marine japonaise reste essentiellement une force de défense côtière, bien que le gouvernement de Meiji continue à la moderniser. En 1870, un décret impérial détermine que la marine britannique doit servir de modèle pour le développement de la marine impériale japonaise et la deuxième mission de la marine britannique au Japon, la mission Douglas (1873-1879) dirigée par Archibald Lucius Douglas, jette les bases de la formation et de l'éducation des officiers de marine. (voir Ian Gow, The Douglas Mission (1873–79) and Meiji Naval Education dans J.E. Hoare ed., Britain & Japan : Biographical Portraits Volume III, Japan Library 1999.). Tōgō Heihachirō est ainsi formé par la marine britannique.

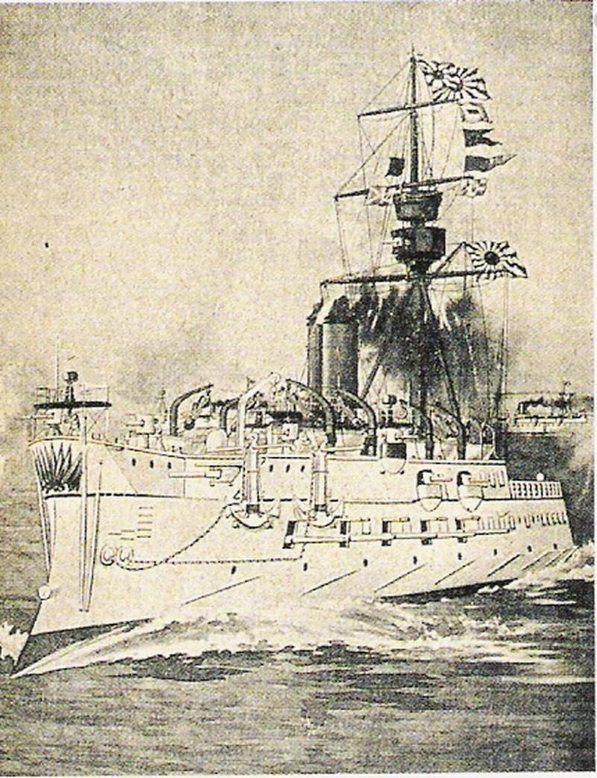
Le Matsushima de construction française, navire amiral de la marine impériale japonaise à la bataille du Yalou (1894).

Durant les années 1880, parmi les pays occidentaux, la France a le plus d'influence auprès du Japon en raison de sa doctrine « Jeune École » en faveur des navires de guerre petits et rapides, en particulier les croiseurs et les torpilleurs, contre des unités plus grandes. Le gouvernement Meiji publie en 1882 son premier projet de loi d'extension de la marine, lequel exige la construction de 48 navires de guerre, dont 22 torpilleurs. Les succès de la marine française contre la Chine dans la guerre franco-chinoise de 1883 à 1885 semblent valider le potentiel des torpilleurs, approche qui est aussi attrayante en raison des ressources limitées du Japon. En 1885, le nouveau slogan de la marine est Kaikoku Nippon (Jp:海国日本, lit. « Japon maritime »).
En 1886, Émile Bertin, le premier ingénieur de marine français, est engagé pour quatre ans pour renforcer la marine japonaise et diriger la construction des arsenaux de Kure et Sasebo. Il développe la classe de croiseurs Sanseikan, trois unités comportant un seul mais puissant canon principal, le Canet de 32 cm.
Cette période permet également au Japon d'adopter de nouvelles techniques telles que les torpilles, les torpilleurs et les mines qui sont activement promues par la Marine française (Howe, p. 281). Le Japon acquiert ses premières torpilles en 1884 et établit un « Centre d'entraînement de torpilleur » à Yokosuka en 1886.

### Guerre sino-japonaise
Le Japon poursuit la modernisation de sa marine, d'autant plus que la Chine construit également une puissante flotte moderne avec l'aide étrangère, notamment allemande et la tension s'accroît entre les deux pays pour prendre le contrôle de la Corée. La première guerre sino-japonaise est officiellement déclarée le 1er août 1894, bien que certains combats naval ont déjà eu lieu.

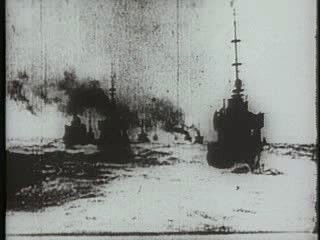
Images vidéo d'une bataille navale au cours de la première guerre sino-japonaise (voir vidéo).

La marine japonaise anéantit la flotte du Nord des Qing au large de l'embouchure du fleuve Yalou lors de la bataille du Yalou le 17 septembre 1894, à l'issue de laquelle la marine chinoise perd 8 de ses 12 navires de guerre. Bien que le Japon sorte victorieux de la confrontation, les deux bâtiments de fabrication allemande de la marine chinoise restent pratiquement imperméables aux canons japonais, soulignant la nécessité de grands navires dans la marine japonaise (le Ting Yuan est finalement coulé par des torpilles et le Chen-Yuan est capturé avec peu de dommages). La prochaine étape de l'expansion de la marine impériale japonaise implique donc une combinaison de grands navires de guerre lourdement armés avec des unités offensives petites et innovantes permettant des tactiques agressives.
La marine impériale japonaise intervient de nouveau en Chine en 1900 en participant au côté des puissances occidentales à la répression de la révolte des Boxers. La marine fournit le plus grand nombre de navires de guerre (18, sur un total de 50 navires de guerre) et livre le plus gros contingent de troupes de l'armée et de la marine parmi les nations intervenantes (20 840 soldats sur un total de 54 000).

### Guerre russo-japonaise

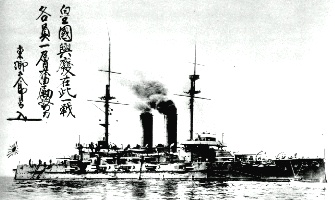
Le Mikasa de fabrication britannique, navire de guerre le plus puissant de son temps, en 1905.

Après la guerre sino-japonaise et l'humiliation du retour forcé de la péninsule du Liaodong à la Chine sous pression russe (la « Triple intervention »), le Japon commence à renforcer sa puissance militaire en préparation de nouveaux affrontements. Le pays promulgue un programme d'intense construction navale de dix ans, sous le slogan « Persévérance et détermination » (Jp: 卧薪尝胆, Gashinshoutan), dans le cadre duquel il commande 109 navires de guerre pour un total de 200 000 tonnes et augmente son personnel de la Marine de 15 100 à 40 800 hommes.
Ces dispositions culminent avec la guerre russo-japonaise (1904-1905). À la bataille de Tsushima, le Mikasa mène la flotte combinée japonaise dans ce qui a été appelé la « bataille navale la plus décisive de l'Histoire ».
La flotte russe est presque complètement anéantie : sur les 38 navires russes, 21 sont coulés, 7 capturés, 6 désarmés, 4 545 militaires russes sont morts et 6 106 faits prisonniers. De leur côté, les Japonais ne perdent que 116 hommes et 3 torpilleurs.

## Seconde Guerre mondiale
Dans les années précédant la Seconde Guerre mondiale la MIJ commence à se structurer pour combattre spécifiquement les États-Unis. Une longue période d'expansion militariste et le début de la deuxième guerre sino-japonaise en 1937 aliènent les États-Unis et le pays est considéré comme un rival du Japon.

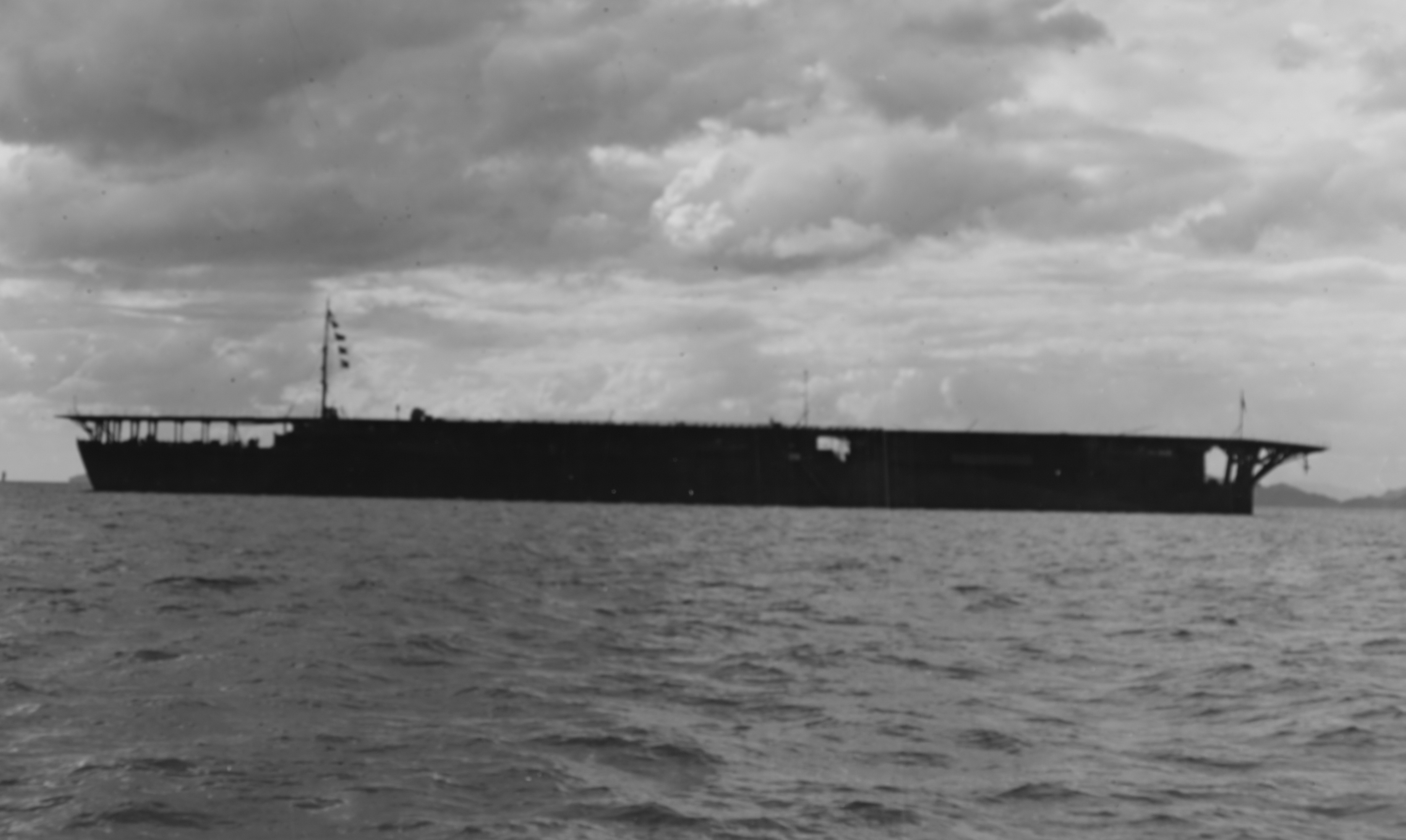
Le Hōshō, premier navire au monde conçu comme porte-avions (1922)

Pour atteindre les politiques expansionnistes du Japon, la marine impériale japonaise doit aussi combattre les plus grandes marines du monde (le traité de Washington de 1922 alloue un rapport 5/5/3 pour les marines de la Grande-Bretagne, des États-Unis et du Japon). Cette dernière est donc numériquement inférieure et sa base industrielle pour l'expansion est limitée (notamment par rapport aux États-Unis). Ses tactiques de combat ont donc tendance à compter sur la supériorité technique (des navires moins nombreux mais plus rapides et plus puissants), et des tactiques agressives (attaques audacieuses et rapides débordant l'ennemi, recette de ses succès lors des conflits précédents). Les traités navales fournissent également une impulsion involontaire au Japon parce que les restrictions numériques sur les cuirassés invitent à construire plus de porte-avions pour essayer de compenser l'agrandissement de la flotte de cuirassés des États-Unis.
La marine impériale japonaise est administrée par le ministère de la Marine du Japon et contrôlée par le chef de l'état-major général de la marine impériale japonaise au quartier général impérial. Afin de lutter contre la marine américaine supérieure en nombre, la MIJ consacre d'importantes ressources à la création d'une force supérieure en qualité à toutes les marines de l'époque. Par conséquent, au début de la Seconde Guerre mondiale, le Japon a probablement la force navale la plus sophistiquée au monde . Faisant le pari du succès rapide des tactiques agressives, le Japon n'investit pas de manière significative dans l'organisation défensive : elle doit également être en mesure de protéger ses longues lignes maritimes contre les sous-marins ennemis, ce qu'elle n'a jamais réussi à faire, sous-investissant en particulier dans les navires d'escorte de lutte anti-sous-marine et les porte-avions d'escorte.
La marine japonaise connaît des succès spectaculaires au cours de la première partie des hostilités, mais les forces américaines réussissent finalement à prendre le dessus grâce à des améliorations techniques apportées à ses forces aériennes et navales ainsi qu'à une production industrielle nettement plus importante. La réticence des Japonais à utiliser leur flotte de sous-marins pour attaquer les navires de commerce et leur échec à sécuriser leurs communications ajoutent également aux raisons de leur défaite. Au cours de la dernière phase de la guerre, la marine impériale japonaise a recours à une série de mesures désespérées, dont les actions suicides des kamikaze.

## Forces d'auto-défense

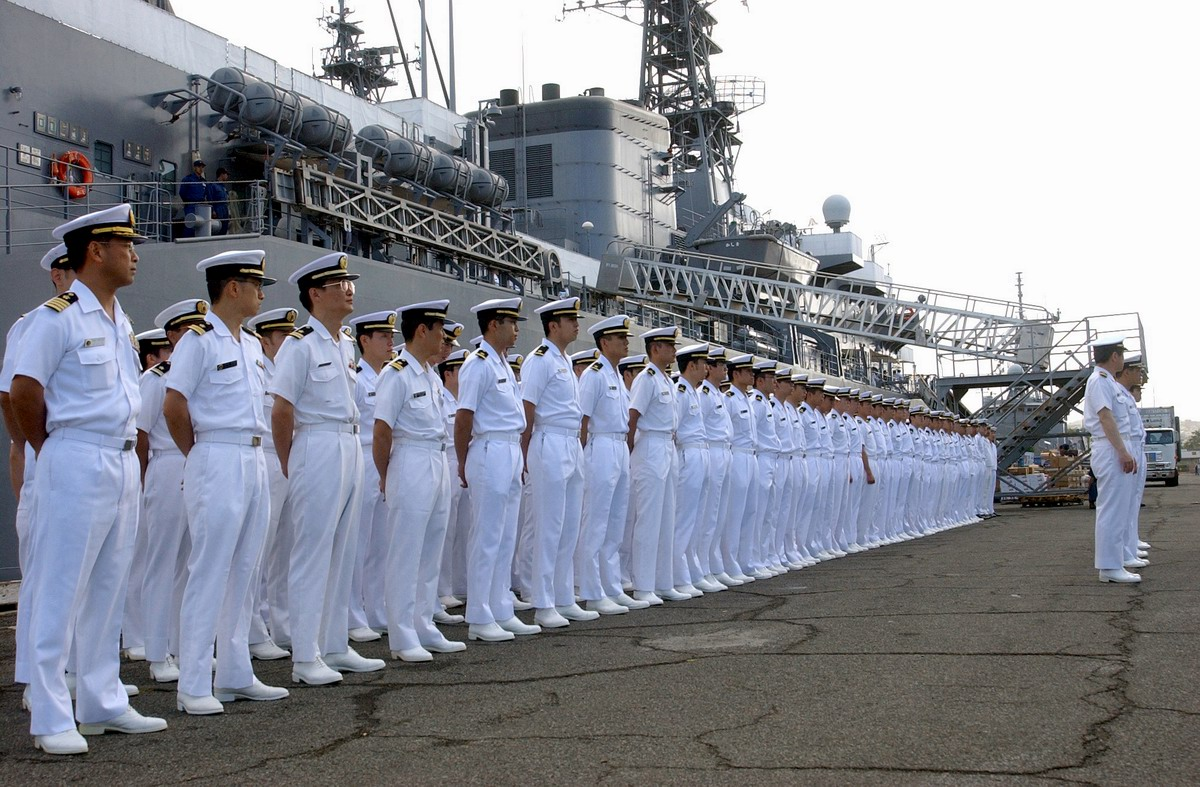
Marins japonais devant le vaisseau d'entraînement JDS Kashima de la force maritime d'autodéfense japonaise, à Pearl Harbor.

Après la capitulation du Japon aux États-Unis à la fin de la Seconde Guerre mondiale puis l'occupation du Japon, toute la militaire impériale du Japon est dissous par la nouvelle constitution de 1947 qui stipule : « Le peuple japonais renonce à jamais à la guerre comme un droit souverain de la nation et à la menace ou à l'emploi de la force comme moyen de règlement des différends internationaux ». La marine actuelle du Japon est intégrée dans le cadre de la forces japonaises d'autodéfense ainsi que de la force maritime d'autodéfense japonaise fondée en 1954.
Cette dernière dispose d'un effectif autorisé en 1992 de 46 000 personnels et maintient quelque 44 400 personnel. Elle exploite[Quand ?] 155 bâtiments principaux, dont treize sous-marins, soixante-quatre destroyers et frégates, quarante-trois navires de guerre à mines et bateaux, onze patrouilleurs et six navires amphibies. Elle possède également quelque 205 aéronefs à voilure fixe et 134 hélicoptères. La plupart de ces appareils sont utilisés dans des opérations de guerre anti-sous-marines et des opérations de guerre des mines.

### Lectures complémentaires
1. [1] Images vidéos de la guerre sino-japonaise : Vidéo (lien externe).
2. [2] :魏略：「倭人自謂太伯之後。」 /晉書：「自謂太伯之後，又言上古使詣中國，皆自稱大夫。」　列傳第六十七 四夷 /資治通鑑：「今日本又云呉太伯之後，蓋呉亡，其支庶入海為倭。」
3. [3]Nagazumi Red Seal Ships, p. 21
4. [4] THE FIRST IRONCLADS en japonais : , . Également en anglais : : Les navires revêtus de fer, cependant, ne sont pas nouveau au Japon et Hideyoshi; Oda Nobunaga, en effet, avait beaucoup de navires revêtus de fer dans sa flotte (en référence à l'antériorité de cuirassés japonais (1578) sur les bateaux tortue coréens (1592)). Dans les sources occidentales, les cuirassés japonais sont décrits dans CR Boxer The Christian Century in Japan 1549-1650, p. 122, citant le compte-rendu du jésuite italien Organtino en visite au Japon en 1578. La flotte cuirassée de Nobunaga est également décrite dans A History of Japan, 1334-1615, Georges Samson, p. 309  (ISBN 0-8047-0525-9). Les bateaux tortue cuirassés coréens sont inventés par l'amiral Yi Sun-sin (1545-1598) et documentés pour la première fois en 1592. Par ailleurs, les plaques de fer des bâtiments coréens ne couvraient que le toit (pour empêcher les intrusions), et non les côtés de leurs navires. Les premiers cuirassés occidentaux datent de 1859 avec la Gloire de fabrication française (« Vapeur, acier et obus de feu »).
5. [5]Corbett Maritime Operations in the Russo-Japanese War, 2:333
6. [6]Howe, p. 286

## Source de la traduction
- (en) Cet article est partiellement ou en totalité issu de l’article de Wikipédia en anglais intitulé « Naval history of Japan » (voir la liste des auteurs).

1. ↑  Video
2. ↑  Wu
3. ↑  Nagazumi
4. ↑  Ironclads
5. ↑  Corbett
6. ↑  Howe286